# Tricyphona yakushimana
Tricyphona yakushimana är en tvåvingeart som beskrevs av Alexander 1930. Tricyphona yakushimana ingår i släktet Tricyphona och familjen hårögonharkrankar. Inga underarter finns listade i Catalogue of Life.